# Mela Lee
Mela Lee (született Mela Lee McLean) (1976. július 31. –) amerikai zenész és szinkronszínésznő.

## Pályafutása
Először a Saint Tail című animében szinkronizált. Szerepelt A férjem védelmében című sorozatban.

## Filmográfia

### Filmek
| Év   | Magyar cím                              | Eredeti cím                                       | Szerep               | Magyar hang |
| ---- | --------------------------------------- | ------------------------------------------------- | -------------------- | ----------- |
| 2021 |                                         | Case Closed: The Fist of Blue Sapphire            | Rechel Cheong (hang) |             |
| 2021 |                                         | Fate/stay night: Heaven's Feel III. spring song   | Rin Tohsaka (hang)   |             |
| 2019 |                                         | Fate/stay night: Heaven's Feel II. lost butterfly | Rin Tohsaka (hang)   |             |
| 2018 |                                         | Fate/stay night: Heaven's Feel I. presage flower  | Rin Tohsaka (hang)   |             |
| 2017 |                                         | Alpha and Omega: Journey to Bear Kingdom          | Agnes (hang)         |             |
| 2015 |                                         | Alpha and Omega: The Big Fureeze                  | Agnes (hang)         |             |
| 2015 |                                         | Madea's Tough Love                                | öreg nő (hang)       |             |
| 2015 |                                         | Alpha and Omega: Family Vacation                  | Agnes (hang)         |             |
| 2014 | Alfa és Omega 3.: A nagy farkas játékok | Alpha and Omega 3: The Great Wolf Games           | Agnes (hang)         |             |
| 2012 |                                         | Fate/stay night: Unlimited Blade Works            | Rin Tohsaka (hang)   |             |
| 2010 | Alfa és Omega                           | Alpha and Omega                                   | Candy (hang)         |             |
| 2008 |                                         | Strait Jacket                                     | Minea (hang)         |             |

### Televíziós szerepek
| Év         | Magyar cím                                          | Eredeti cím                                          | Szerep                                                                          | Megjegyzések |
| ---------- | --------------------------------------------------- | ---------------------------------------------------- | ------------------------------------------------------------------------------- | --- |
| 2020–      | A bagolyház                                         | The Owl House                                        | Kikimora (hang)                                                                 | mellékszereplő |
| 2020–      | A Lármás család                                     | The Loud House                                       | Rivers igazgatónő (hang)                                                        | 2 epizód magyar hangja Bertalan Ágnes                                                                                     |
| 2019–2020  |                                                     | Fate/Grand Order - Absolute Demonic Front: Babylonia | Ishtar, Ereshkigal (hang)                                                       | 2 epizód |
| 2019       |                                                     | Demon Slayer: Kimetsu no Yaiba                       | Kanata Ubuyashiki (hang)                                                        | 1 epizód |
| 2019       | Nagyágyúk                                           | Cannon Busters                                       | Dex (hang)                                                                      | 8 epizód |
| 2018       |                                                     | RWBY                                                 | Caroline Cordovin (hang)                                                        | 5 epizód |
| 2018–2019  | Bosszúállók újra együtt                             | Avengers Assemble                                    | Zanda hercegnő (hang)                                                           | 4 epizód |
| 2018       | Fate / EXTRA Az utolsó ráadás                       | Fate/Extra: Last Encore                              | Rin Tohsaka (hang)                                                              | főszereplő |
| 2017       |                                                     | Berserk                                              | Schierke (hang)                                                                 | mellékszereplő |
| 2017       |                                                     | Mob Psycho 100                                       | Rei Kurosaki (hang)                                                             | 6 epizód |
| 2016       |                                                     | Erased                                               | Misato Yanagihara (hang)                                                        | 6 epizód |
| 2016       |                                                     | The Asterisk War                                     | Sylvia Ryuneheim (hang)                                                         | 3 epizód |
| 2016, 2019 |                                                     | Hunter × Hunter                                      | Canary (hang)                                                                   | 9 epizód |
| 2015–      | Miraculous – Katicabogár és Fekete Macska kalandjai | Miraculous: Tales of Ladybug & Cat Noir              | Tikki (hang) Aurora Beauréal (hang) Mireille Caquet (hang) Penny Rolling (hang) | főszereplő magyar hangja Sipos Eszter Anna (Tikki) Nagy Blanka (Aurora) Kántor Kitty (Mireille) Nemes Takách Kata (Penny) |
| 2015–2016  |                                                     | Fate/stay night: Unlimited Blade Works               | Rin Tohsaka (hang)                                                              | főszereplő |
| 2015       |                                                     | Aldnoah.Zero                                         | Orlane (hang)                                                                   | 1 epizód |
| 2015       |                                                     | BlazBlue Alter Memory                                | Rachel Alucard (hang)                                                           | főszereplő |
| 2015–2016  |                                                     | Durarara!!×2                                         | Erika Karisawa (hang)                                                           | 5 epizód |
| 2013       |                                                     | Fate/Zero                                            | Rin Tohsaka (hang)                                                              | 4 epizód |
| 2012       |                                                     | Nura: Rise of the Yokai Clan                         | Kana Ienaga (hang)                                                              | főszereplő |
| 2011       |                                                     | Durarara!!                                           | Erika Karisawa (hang)                                                           | főszereplő |
| 2010–2011  | Vampire Knight                                      | Vampire Knight                                       | Yuki Cross (hang)                                                               | főszereplő magyar hangja Csifó Dorina                                                                                     |
| 2009       |                                                     | Blade of the Immortal                                | Rin Asano                                                                       | főszereplő |
| 2008–2009  |                                                     | Tweeny Witches                                       | Eva (hang)                                                                      | 6 epizód |
| 2007       |                                                     | Higurashi: When They Cry                             | Rena Ryugu (hang)                                                               | főszereplő |
| 2007–2011  |                                                     | Rozen Maiden                                         | Shinku (hang)                                                                   | főszereplő |
| 2006       |                                                     | Fate/stay night                                      | Rin Tohsaka (hang)                                                              | főszereplő |
| 2006       |                                                     | Kannazuki no Miko                                    | Kyoko (hang)                                                                    | 1 epizód |
| 2006       |                                                     | Immortal Grand Prix                                  | Max Erlich (hang)                                                               | 1 epizód |
| 2001       |                                                     | Saint Tail                                           | Meimi / St. Tail (hang)                                                         | főszereplő |